# UFC 317
UFC 317: Topuria vs. Oliveira var en MMA-gala som arrangerades av Ultimate Fighting Championship och som ägde rum den 28 juni 2025 i T-Mobile Arena i Paradise, Nevada i USA.

## Resultat
1. ↑  Titelmatch i lättvikt.
2. ↑  Titelmatch i flugvikt.

## Bonuspriser
Följande tävlande fick en bonus på $50 000.
- Fight of the Night: Joshua Van vs. Brandon Royval
- Performance of the Night: Ilia Topuria och Gregory Rodrigues